# 個人警報器

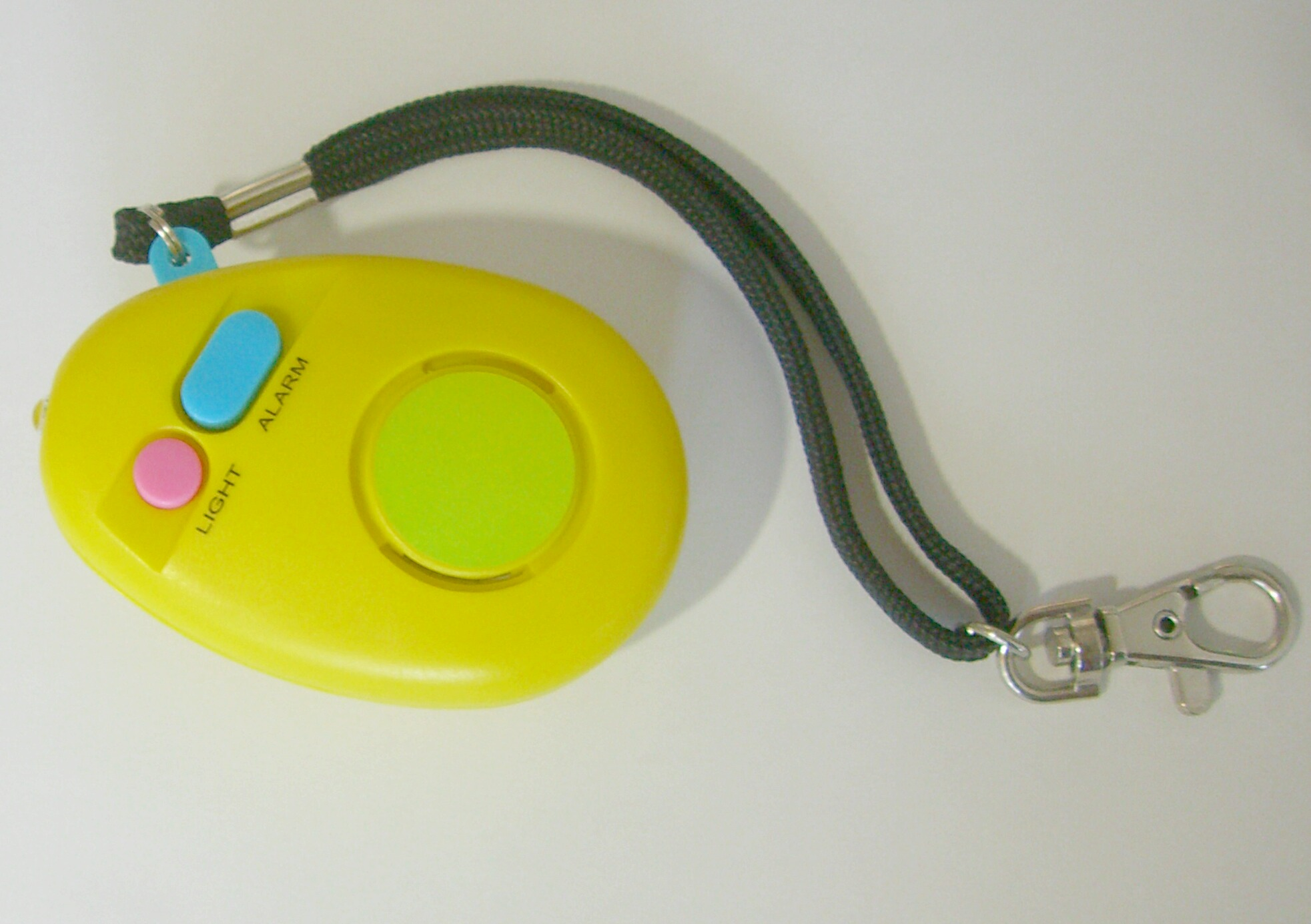
個人警報器

個人警報器，又稱隨身警報器、防身警報器、防狼器或防狼警報器等，是一種小型可手持使用的電子裝置，當按下按鈕或拉扯拉繩後，會發出極高音量的聲響。個人警報器可用於引起他人注意、嚇退犯罪者。另外當使用者受困於某處或迷途時，也可使用個人警報器，讓別人循聲響而找到自身的位置。有些機種還裝有LED燈，可發光。
一些行動應用程式（App）也提供類似的功能。

## 另見
- 自衛
- 防狼噴霧
- 防盜器
- 火災警報器